# 雨谷一树
雨谷一树（日语：／ Amagai Kazuki，1990年1月14日—），茨城县樱川市出身，日本男子自行车运动员。他曾代表日本参加2018年亚洲运动会自行车比赛，获得男子团体竞速赛铜牌。